# 10e Legerkorps (Verenigd Koninkrijk)

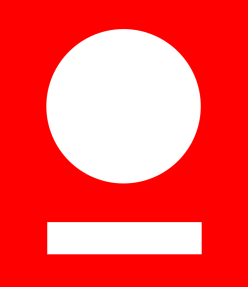
Insigne van het Britse 10e Legerkorps

Het Britse 10e Legerkorps (Engels: X Corps) was een Brits legerkorps uit de Eerste en Tweede Wereldoorlog. Het maakte tijdens de Tweede Wereldoorlog deel uit van het Britse Achtste Leger.

## Eerste Wereldoorlog
Het legerkorps was actief in Vlaanderen. In 1917 maakte het legerkorps onder luitenant-generaal Stephens deel uit van het Britse Tweede Leger en bestond uit de 29e en 30e Divisies. Tijdens de Slag om Mesen in juni 1917 stond het korps onderbevel van Thomas Morland. In mei en juni 1918 werd het bevel gevoerd door William Peyton.

## Tweede Wereldoorlog

### Home Defence
Het 10e Legerkorps werd in 1940 heropgericht en maakte deel uit van de Home Force. Het 10e Legerkorps bestond in 1940 uit de volgende eenheden:
- 54e (East Anglian) Infanteriedivisie
- 59e (Staffordshire) Infanteriedivisie
- Royal Artillery
  - 121st (West Riding) Army Field Regiment
  - 1st Medium Regiment

### Noord-Afrika
Het Britse 10e Legerkorps zag voor het eerst het slagveld in Syrië en stond onder bevel van generaal-majoor William Holmes. Luitenant-generaal Bernard Montgomery wilde dat het legerkorps als een mobiele eenheid deel ging uitmaken van het Achtste Leger. Het bestond toen uit twee pantserdivisies (1e Pantserdivisie en 10e Pantserdivisie) met delen van een derde (8e Pantserdivisie) en de 2de Nieuw-Zeelandse divisie. In 1942 werd Herbert Lumsden de bevelhebber van het legerkorps , maar werd later vanwege onenigheden met zijn superieuren vervangen door Brian Horrocks.
Het 10e Legerkorps was betrokken bij de Tweede Slag bij El Alamein. Het korps bleef tijdens de gehele Noord-Afrikaanse Veldtocht tot de capitulatie van de asmogendheden in mei 1943 in Tunesië deel uitmaken van het Achtste Leger.

### Italië en Griekenland
Het 10e Legerkorps was niet betrokken bij de landing op Sicilië maar maakte deel uit van het Amerikaanse Vijfde Leger onder luitenant-generaal Mark Wayne Clark op 3 september 1943 deel aan de landing bij Salerno. Het legerkorps stond onder bevel van luitenant-generaal Richard McCreery. Na Salerno vocht het op de linkervleugel van het Vijfde Leger en nam in januari 1944 deel aan de eerste Slag om Monte Cassino.
In de lente van 1944 werd het legerkorps vervangen door het Franse Expeditiekorps en keerde weer terug onder het commando van het Achtste Leger en nam de positie van het Britse 13e Legerkorps over. Het 10e Legerkorps speelde tijdens de Vierde Slag om Monte Cassino een kleine rol, maar was wel betrokken bij de opmars naar het noorden richting de Gotische Linie. In september 1944 speelde het legerkorps een verdedigende rol tijdens Operatie Olive, het lenteoffensief tegen de Gotische Linie. In november 1944 werd het bevel van het legerkorps overgenomen door luitenant-generaal John Hawkesworth toen Richard McCreery het bevel kreeg over het Achtste Leger.
Toen de asmogendheden zich terugtrokken uit Griekenland werd aanvankelijk luitenant-generaal Ronald Scobie in oktober 1944 naar Griekenland gezonden om daar de binnenlandse veiligheid te waarborgen. Aan het einde van 1944 werd Hawkesworth en het legerkorps naar Griekenland gezonden om daar de controle over te nemen over de militaire operaties, zodat Scobie zich kon concentreren op de complexe en gevoelige politieke aspecten van de Britse bemoeienis. In maart 1945 keerde Hawkesworth en het legerkorps terug naar Italië. Het 10e legerkorps werd in reserve geplaatst en was niet betrokken bij het lenteoffensief in april 1945 en de daarop volgende Duitse capitulatie in Italië in mei 1945. Tegen die tijd leed Hawkesworth aan een serieuze hartkwalen. Hij stierf op weg naar Groot-Brittannië. Hawkesworth kreeg op 3 juni 1945 een hartaanval aan boord van een troepenschip die aangemeerd lag in Gibraltar.